# Power Rangers – Der Film
Power Rangers – Der Film ist ein Film des Regisseurs Bryan Spicer, gedreht im Jahr 1995 in Australien und den USA. Er spielt im Power-Rangers-Universum und ist an Mighty Morphin Power Rangers angelehnt, hat aber mit der Handlung der Serie nichts zu tun.

## Handlung
Die sechs Ranger demonstrieren zu Beginn ihre Sky-Diving-Fähigkeiten bei einem Wettbewerb, um das bedrohte Observatorium von Angel Grove zu retten. Bulk und Skull, die beiden Tollpatsche, landen statt im Zielgebiet in einer Baugrube, in der gerade eine uralte Kammer freigelegt wurde, in der sich ein violettes, großes Ei befindet. In diesem Ei haben vor 6000 Jahren die Vorgänger der jetzigen Power Rangers den bösen, vom ganzen Universum gefürchteten Magier Ivan Ooze eingesperrt. Zordon, der Mentor der Rangers, ist in höchster Sorge und ruft die Rangers zu sich, um Ivans Gefängnis wieder in die Tiefen zu befördern, aus denen es gekommen ist. Als diese zur Baustelle teleportieren, ist es bereits zu spät – Lord Zedd und Rita Repulsa, die Erzfeinde der Power Rangers, haben Ivan bereits aus seinem Gefängnis befreit. Dieser schwört, Rache an Zordon zu nehmen, der ihn einsperrte. Während Ivan die Kommandozentrale der Rangers angreift, schlagen diese sich mit seinen schleimigen Handlangern herum. Diese können zwar besiegt werden, aber die Power Rangers verlieren ihre Kraft, als Ivan Ooze die Kommandozentrale und Zordons Zeitfalle zerstört und ihn damit dem Tod preisgibt. Um diesen zu retten, werden die Teenager von Alpha 5, dem treuen Roboterhelfer Zordons, auf den fernen Planeten Phaedos teleportiert, um dort die ultimative Kraft zu finden.
Auf dem Planeten angelangt, werden sie von Ivans geflügelten Tengu-Kriegern angegriffen, aber von einer mysteriösen Kriegerin gerettet, die sich ihnen als Dulcea, die Hüterin des Planeten, vorstellt. Die Jugendlichen erzählen ihr vom Schicksal Zordons und der Gefahr, in der die Erde schwebt und Dulcea beschließt, ihnen zu helfen und sie in die Geheimnisse der Ninjetti-Kunst einzuweihen. Die Jugendlichen erhalten von ihr Zugang zu den heiligen Tieren der Ninjetti, die sie auf der Suche unterstützen sollen. Während die sechs Jugendlichen auf dem Planeten ihre gefahrvolle Suche beginnen, bringt Ivan Ooze auf der Erde die Eltern von Angel Grove unter seine Kontrolle, um seine beiden ultimativen Kampfmaschinen auszugraben und wieder zum Leben zu erwecken. Als dies vollbracht ist, befiehlt Ivan den unter seiner Kontrolle stehenden Eltern, in ihr Verderben zu springen.
Auf ihrer Suche müssen sich die Jugendlichen zuerst einem Dinosaurierskelett stellen, das zum Leben erwacht und sie angreift. Die Kammer, in der die große Kraft liegt, wird dann von vier steinernen Monstern bewacht, die ebenfalls zum Leben erwachen und die Rangers angreifen. Gemeinsam können sie die Wächter aber besiegen und erhalten schließlich Zugang zur neuen Kraft. Mit den neuen Kräften ausgestattet, kehren die Power Rangers auf die Erde zurück, um sie zu retten. Angesichts der durch Ivans Kampfmaschinen angerichteten Zerstörung rufen sie ihre Zords (riesige, tierartige Wesen) zu Hilfe und zerstören eine der Kampfmaschinen. Darüber erbost, übernimmt Ivan die Kontrolle über den verbleibenden Roboter und wächst zu gigantischer Größe an. Die Power Rangers formieren daraufhin den Megazord, indem sie ihre Zords miteinander verbinden. Während sie ins Weltall fliegen, um Ivan dort zu besiegen, versuchen die Kinder von Angel Grove unter Führung des 11-jährigen Fred ihre Eltern davon abzuhalten, in ihr Verderben zu springen.
Im Weltall hat Billy die Idee, Ivan in die Bahn eines Kometen zu locken, um ihn zu vernichten. Sie fliegen also mit ihrem Megazord zur vorhergesagten Bahn des Kometen. Ivan folgt ihnen und greift an. Als der Komet immer näher kommt, versuchen die Rangers, ihren Roboter aus dem Griff des Monsters zu befreien, was auch gelingt, als Aisha einen roten Knopf mit der Aufschrift „Emergency only“ (Nur im Notfall) drückt und der Megazord sein Knie in Ivans Schritt rammt. Dieser fliegt daraufhin in die Bahn des Kometen und wird in einem großen Feuerball zerstört. Gleichzeitig wird auch der Bann über die Eltern von Angel Grove gebrochen.
Als die Rangers sich wieder ins Kommandozentrum teleportieren, scheint trotz des Siegs über Ivan alles zu spät, Zordon ist tot. Doch dann besinnen sie sich darauf, was Dulcea sie gelehrt hat – dass für diejenigen, welche die große Kraft besitzen, alles möglich ist. Also vereinen die Power Rangers ihre Kräfte, um Zordon wieder ins Leben zurückzuholen und die Kommandozentrale wiederherzustellen.
Am Ende feiern alle unter einem großen Feuerwerk den Sieg der Power Rangers über das Böse.

## Besetzung und Synchronisation
| Rolle                          | Schauspieler           | Synchronsprecher  |
| ------------------------------ | ---------------------- | ----------------- |
| Tommy Oliver / weißer Ranger   | Jason David Frank      | Oliver Feld       |
| Kimberly Hart / pinker Ranger  | Amy Jo Johnson         | Melanie Hinze     |
| Billy Cranston / blauer Ranger | David Yost             | Dietmar Wunder    |
| Rocky DeSantos / roter Ranger  | Steve Cardenas         | Björn Schalla     |
| Adam Park / schwarzer Ranger   | Johnny Yong Bosch      | Alexander Doering |
| Aisha Campbell / gelber Ranger | Karan Ashley           | Ghadah Al-Akel    |
| Alpha 5                        | Richard Steven Horvitz | Karin David       |
| Zordon                         | Nicholas Bell          | Manfred Wagner    |
| Rita Repulsa                   | Barbara Goodson        | Constanze Harpen  |
| Lord Zedd                      | Robert Axelrod         | Jan Spitzer       |
| Ivan Ooze                      | Paul Freeman           | Jürgen Thormann   |
| Bulk                           | Paul Schrier           | Michael Bauer     |
| Skull                          | Jason Narvy            | Dirk Müller       |

## Kritiken
Das Lexikon des internationalen Films bezeichnete den Film als ein „belangloses Fantasy-Märchen“, das „zu Kauf und Konsum anzuregen“ versuche. Die Charaktere seien „eindimensional“.
Wie auch bei der Serie wird die exzessive Anwendung von Gewalt von vielen kritisiert. Dazu kommt, dass Haim Saban keine Schauspieler engagierte, die in der Screen Actors Guild organisiert waren, sondern unbekannte junge Schauspieler mit „Knebelverträgen“ an die Serie band.
Trotz der zumeist vernichtenden Kritiken (kein Talent der Schauspieler, schlechte Story, galt als einer der 100 schlechtesten Filme der Geschichte) spielte der Film an den Kinokassen über 35 Millionen US-Dollar ein.

## Auszeichnungen
Steve Cardenas wurde 1996 für seine Rolle als Rocky für den Young Artist Award nominiert.